# Asamblea Nacional del Poder Popular
Asamblea Nacional del Poder Popular (spansk for Den Nationale Folkemagtsforsamling) er Cubas parlament. Forsamlingen består af 612 medlemmer, der alle repræsenterer Cubas Kommunistiske Parti.
| Politik | Spire Denne artikel om politik og ideologi er en spire som bør udbygges. Du er velkommen til at hjælpe Wikipedia ved at udvide den. |